# 조이온
조이온(2000년 8월 1일 ~ )은 대한민국의 가수다.

## 방송
- 우리가 미래다 (2021)
- 조가네 (2022)
- 특전소녀전선 (2024)

## 음반
- 22 (2021)
- So Most It Be (2022)
- 어떡하지 (2024)